# エドワード・ネヴィル (第3代バーガヴェニー男爵)
事実上の第3代バーガヴェニー男爵および法律上の初代バーガヴェニー男爵エドワード・ネヴィル（英語: Edward Neville, de facto 3rd (de jure 1st) Baron Bergavenny、1476年10月18日没）は、イングランド貴族。ネヴィル家の一員で、結婚により広大な領地を手に入れたが、兄の第5代ソールズベリー伯爵リチャード・ネヴィルや初代ケント伯爵ウィリアム・ネヴィルと違い、政治に関わることは少なかった。

## 生涯
初代ウェストモーランド伯爵ラルフ・ネヴィルとジョウン・ボーフォート（ジョン・オブ・ゴーントの娘）の末男として生まれた。
父の手配により1424年10月18日までにエリザベス・ビーチャム（1415年9月16日 – 1448年6月18日、初代ウスター伯爵リチャード・ビーチャムの娘）と結婚、2男2女をもうけた。
- リチャード - 早世
- ジョージ（英語版）（1440年頃 – 1492年） - 第4代/第2代バーガヴェニー男爵
- アリス - サー・トマス・グレイ（Sir Thomas Grey）と結婚
- キャサリン - John Iwardbyと結婚

父ラルフはエドワードとエリザベスの結婚のために2,000マーク（エリザベスの所領から得られる年収の2倍）も費やしたが、エドワードが妻の領地を手にするのは1436年3月のことであった。これは妻の父初代ウスター伯爵の父である初代バーガヴェニー男爵ウィリアム・ビーチャムが遺言状で領地を一代限りで妻ジョーン・フィッツアランに譲り、初代ウスター伯爵が母ジョーンに先だって1422年に死去したためであった。初代バーガヴェニー男爵はさらに1396年にアバーガヴェニー城の限嗣相続について定め、自身の男系男子が断絶した場合には兄の第12代ウォリック伯爵トマス・ド・ビーチャムが継承するとした。これにより女子であるエリザベスはアバーガヴェニー城の継承から排除され、妻の祖母ジョーン・フィッツアランが1435年に死去した後、第12代ウォリック伯爵の息子にあたる第13代ウォリック伯爵リチャード・ド・ビーチャムがアバーガヴェニー城を、妻エリザベスがそれ以外の遺産を継承することとなった。
しかし、リチャードは1439年に死去、さらにその息子にあたる初代ウォリック公爵ヘンリー・ビーチャムが1446年6月11日に死去すると、12代ウォリック伯トマスの男系男子は断絶、ウォリック伯爵位を継承したアン・ビーチャムはわずか3歳だった。ネヴィル夫婦はおそらく同年秋にアバーガヴェニー城を占拠したが、10月に国王ヘンリー6世が第3代ヨーク公爵リチャード・プランタジネットに命じて2人を追い出した。結局、ネヴィルがアバーガヴェニー城に進入する許可を国王から得たのはエリザベス・ビーチャムとアン・ビーチャムの死後の1449年7月14日だった。
1448年10月15日以降、キャサリン・ハワード（Katherine Howard、1478年6月29日以降没、ロバート・ハワードの娘、初代ノーフォーク公爵ジョン・ハワードの姉妹）と再婚、2男3女をもうけた。
- ラルフ - 子供なし[2]
- エドワード - 子供なし[2]
- マーガレット（1506年9月30日没） - 第7代コバム男爵ジョン・ブルックと結婚[3]
- キャサリン - ロバート・タンフィールド（Robert Tanfield）と結婚[3]
- アン（1481年2月26日またはそれ以降没）[3]

1449年にノルマンディーでしばらく軍務に就いた後、1450年9月にバーガヴェニー男爵として議会召集令状を受け、以降1472年8月19日までバーガヴェニー男爵としてイングランド議会に登院したが、結局存命中にアバーガヴェニー城を手中に収めることはなく、バーガヴェニー男爵家が爵位名の由来する城を獲得するのはエドワード・ネヴィルの孫の代となった。また、1450年以降のバーガヴェニー男爵家が所有する領地は男爵より高位の貴族に匹敵したが、バーガヴェニー男爵家が伯爵に昇叙されるのは1784年のことだった。
兄の第5代ソールズベリー伯爵リチャード・ネヴィルや初代ケント伯爵ウィリアム・ネヴィルのような手腕はなかったが、バーリングに住むケントの地主として薔薇戦争に巻き込まれることは避けられず、1460年7月10日のノーサンプトンの戦いで第16代ウォリック伯爵リチャード・ネヴィルと第4代ヨーク公爵エドワード・プランタジネット（後の国王エドワード4世）に味方して参戦した。1462年秋にはイングランド北部でランカスター派の反乱鎮圧に関わった。
第二次内乱（1469年 – 1471年）には関与せず、1471年7月3日にウェールズ公エドワード（後の国王エドワード5世）にエドワード4世の後継者として忠誠を誓った。
1476年10月18日に死去、息子ジョージが爵位を継承した。